# Natalia Santa
Natalia Santa (Bogotá, 1977) es una cineasta y guionista colombiana, reconocida por su película de 2017 La defensa del dragón, con la que se convirtió en la primera directora colombiana en competir en el Festival de Cannes.

## Carrera
Santa nació en la ciudad de Bogotá en el año de 1977. Estudió literatura e inicialmente se vinculó profesionalmente con las editoriales Taurus y Alfaguara. Más adelante empezó a desarrollar guiones para series de televisión, escribiendo su primer guion para un largometraje en 2008 con Trece. Para el año 2011 Santa había culminado el guion para otro largometraje, La defensa del dragón, el cual se convertiría en su ópera prima y sería estrenado en el país cafetero en el año 2017. La película fue seleccionada en la edición número 49 de la Quincena de Realizadores en Cannes, convirtiendo a Santa en la primera directora colombiana en competencia en este prestigioso evento.
En la actualidad se desempeña como analista de proyectos audiovisuales en RCN Televisión y se encuentra desarrollando un nuevo proyecto cinematográfico titulado Malta, además de aportar el guion para algunos capítulos de las series de televisión Historia de un crimen: Colmenares y Frontera verde.

## Filmografía destacada

### Cine y televisión
- 2024 - Malta (directora)
- 2020 - El robo del siglo (guionista)
- 2019 - Ruido Capital (guionista)
- 2019 - Frontera verde (guionista)
- 2019 - Historia de un crimen: Colmenares (guionista)
- 2017 - La defensa del dragón (directora y guionista)
- 2016 a 2017 - La ley del corazón (argumentista)
- 2013 a 2015 - Plaza Sésamo (guionista)
- 2009 - Verano en Venecia (guionista)